# Ludolf Valke
Ludolf Valke (auch unter dem Namen Valcke bekannt) (* im 16. Jahrhundert; † 1634) war Domherr in Münster und Drost des Amtes Rheine-Bevergern.

## Leben

### Herkunft und Familie
Ludolf Valke wurde als Sohn des Caspar Valke zu Rockel und dessen Gemahlin Agnes von Merveldt geboren. Sein Bruder Caspar wurde Besitzer des Hauses Rockel, seine Schwester Elisabeth war Äbtissin im Stift Metelen, Agnes ⚭ Johannes von Letmathe zu Langen und Johanna ⚭ Dietherich Voß zu Beesten.

### Wirken
Mit dem Erhalt der Tonsur am 9. November 1586 wurde er auf ein geistliches Leben vorbereitet. Auf Präsentation des Turnars sollte er zwei Tage später die Dompräbende des verstorbenen Domherrn Goddert von Raesfeld erhalten. Ludolf nahm diese am 17. November in Besitz und wurde am 11. Juni 1591 emanzipiert, nachdem er ein Zeugnis der Universität Padua vorgelegt hatte. Am 11. Dezember 1598 wurde Ludolf Hofjunker beim Kurfürsten Ernst von Bayern. Wegen einer möglichen Kollision mit der Präsenzpflicht beschloss das Domkapitel den Entwurf eines Statuts, wie in solchen Fällen künftig zu verfahren ist. Im Jahre 1604 stiftete Ludolf eine gepanzerte Statue Karls des Großen mit Zepter und Weltkugel sowie dem Wappen seiner Eltern. Sie stand im Ostquerschiff des Doms zu Münster. Im Jahre 1611 wurde Ludolf zum Drosten des Amtes Rheine-Bevergern bestallt. Er heiratete am 26. Oktober 1615 Johanna Maria von Neuhoff. Aus der Ehe sind die Kinder Stephan, ⚭ Elisabeth Anna von Rhede, Jobst (Dompropst in Minden), Maria Margaretha, ⚭ Bernhard von Kerckerinck zur Borg und Adolph (Kapitular) hervorgegangen.

## Sonstiges
Am 9. Juni 1609 setzten sich Ludolf und sein Bruder Adolf zu gegenseitigen Erben ein. Ihr Bruder Caspar, der Besitzer des Hauses Rockel, hatte die beiden von den elterlichen Gütern noch nicht abgefunden. Er und seine Schwestern wurden Erben des überlebenden Bruders.